# Herm, Landes
Herm (gaskonsko Èrm) je naselje in občina v francoskem departmaju Landes regije Akvitanije. Naselje je leta 2009 imelo 1.023 prebivalcev.

## Geografija
Kraj leži v pokrajini Gaskonji 15 km severozahodno od središča Daxa.

## Uprava
Občina Herm skupaj s sosednjimi občinami Angoumé, Dax, Gourbera, Mées, Rivière-Saas-et-Gourby, Saint-Paul-lès-Dax, Saint-Vincent-de-Paul, Saubusse in Téthieu sestavlja kanton Dax-Sever s sedežem v Daxu. Kanton je sestavni del okrožja Dax.

## Zanimivosti
- romanska cerkev sv. Magdalene, prenovljena v 19. in 20. stoletju;